# Allerød-interstadiaal
| Serie                                        | Etage       | Sub-etage          | Chronozone   | Tijd geleden (jaar BP) |
| -------------------------------------------- | ----------- | ------------------ | ------------ | ---------------------- |
| Holoceen                                     | Holoceen    | Holoceen           | Preboreaal   | 10.640 - 11.650        |
| Pleistoceen                                  | Weichselien |                    |              |                        |
| Pleistoceen                                  | Weichselien | Laatglaciaal       | Jonge Dryas  | 11.650 - 12.850        |
| Pleistoceen                                  | Weichselien | Laatglaciaal       | Allerød      | 12.850 - 13.900        |
| Pleistoceen                                  | Weichselien | Laatglaciaal       | Oude Dryas   | 13.900 - 14.000        |
| Pleistoceen                                  | Weichselien | Laatglaciaal       | Bølling      | 14.000 - 14.650        |
| Pleistoceen                                  | Weichselien | Laat Pleniglaciaal | Oudste Dryas | 14.650 - ~15.000       |
| Blauw: Koud - Roze: Warm (kolom Chronozones) |             |                    |              |                        |

Het Allerød-interstadiaal is een tijdvak in de tijdschaal van Blytt-Sernander. Het Allerød duurde ongeveer van 13.900 tot 12.850 jaar geleden. Het is een interstadiaal, een warmere en nattere periode tijdens het laatste glaciaal ("ijstijd"). Voor het Allerød kwam de Oude Dryas, erna de Jonge Dryas, beide koudere perioden.

## Datering
Het begin van het Allerød is niet overal ter wereld even gemakkelijk vast te stellen, omdat de Oude Dryas niet overal voorkwam of even lang duurde.
IJskernen van Groenland laten zien dat de opwarming van het Allerød begon na 14.100 jaar BP en ten einde kwam vóór 12.900 jaar BP. Koolstofisotopen in afzettingen in het Meer van Neuchâtel in Zwitserland geven 14.000 jaar (gekalibreerd) voor het begin van het Allerød. Pollen van de Berezina moerassen in Wit-Rusland geeft 11.800 tot 10.900 jaar BP (ongekalibreerd). Meestal komt men op ouderdommen tussen de 14.000 tot 11.000 jaar.
In het late Allerød bevindt zich de Laacher See-tefra, een vulkanische aslaag die in heel Noord-Europa te vinden is. In Nederland is in de laatglaciale stuifzanden op veel plaatsen een laagje met veel houtskool aangetroffen, dit is de zogenaamde Laag van Usselo. Mogelijk zijn de houtskoolresten uit deze laag het resultaat van bosbranden die ontstonden als gevolg van deze vulkaanuitbarsting(en).

## Naamgeving en synoniemen
Het Allerød-interstadiaal is genoemd naar het Deense plaatsje Allerød op Seeland. Hier werd het interstadiaal voor het eerst herkend in sedimenten.2
Men spreekt soms wel over de Allerød-oscillatie, daarmee aangevend dat er over relatief korte tijd een ingrijpende klimaatschommeling heeft plaatsgevonden.
Het Allerød komt overeen met het Windermere interstadial in Groot-Brittannië, het Woodgrange interstadial in Ierland en het Two Creeks Interval in Noord-Amerika. Het Allerød is gelijk aan pollenzone II uit de tijdschaal van Blytt-Sernander.

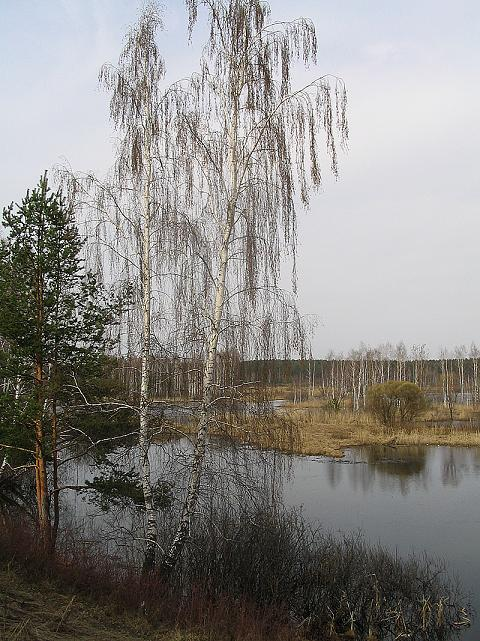
Berken langs de rand van een vennetje.

## Klimaat en vegetatie
De warmere perioden in het laatglaciaal worden gevormd door de Bølling- en Allerød-interstadialen, die door een korte (koude) interruptie, de Oude Dryas, van elkaar gescheiden worden. In de op het Allerød volgende Jonge Dryas keerden de glaciale temperaturen weer terug.
In Noordwest-Europa steeg de temperatuur tot bijna het huidige niveau. Het klimaat was koel maar gematigd. Er groeide berken- en dennenbossen in Nederland en België, terwijl in Scandinavië en de Alpen de gletsjers zich terugtrokken.
Soorten bomen zijn berk, ratelpopulier, spar, den, lariks en jeneverbes. Ook eiken en hazelaars kwamen voor, naar het zuiden toe in grotere hoeveelheid. Op open plekken groeide gras.
Opvallende zoogdieren die in deze gebieden hun habitat hadden waren edelherten, reuzenherten, elanden, paarden, bruine beren en bevers.

## Mensen
Mensen joegen voornamelijk op rendieren. In Europa waren inmiddels een aantal paleolithische culturen ontstaan. In het Midden-Oosten was het neolithicum al aangebroken.